# 리가 밀리티어
리가 밀리티어(영어: League Militaire, 일본어: リガ・ミリティア)는 TV 애니메이션 《기동전사 V 건담》에 등장하는 가공의 레지스탕스 조직이다. "신성군사동맹(神聖軍事同盟)"이라는 의미를 가지고 있다. 그러나 직역하면 단순히 "군사동맹(Military League)"이다.

## 같이 보기
- 기동전사 V 건담